# Paris Hilton's My New BFF
Paris Hilton's My New BFF, ook wel bekend als My New BFF is een realityserie, waarin Amerikaanse beroemdheid Paris Hilton op zoek gaat naar een "BFF", oftewel Best Friend Forever. Na het succes van de Amerikaanse versie zijn er al een tweede seizoen en versies in andere landen uitgebracht.

## Amerikaanse versie

### Seizoen 1
Het eerste seizoen ging in Amerika in première op 30 september 2008. Zestien vrouwen en twee mannen van ongeveer 20-30 jaar oud streden via verschillende opdrachten om het BFF-schap van de erfgename.
Elke episode werd er een, soms meer, deelnemer geëlimineerd tot in de laatste episode één deelnemer overbleef die Paris aankondigde als haar nieuwe Best Friends Forever.
Op 2 december 2008 werd bekend dat dit Brittany Flickinger was, waar Paris later haar relatie mee verbrak. Hierover zei ze: "Ik hield van haar en vertrouwde haar, maar soms raken mensen wat te opgewonden en veranderen ze."
Op 7 februari kwam de eerste aflevering van seizoen 1 uit op de Nederlandse zender MTV.

### Seizoen 2
Het tweede seizoen ging in première op 2 juni 2009. Dertien vrouwen en twee mannen strijden nu om de nieuwe BFF van Paris te kunnen worden.
Deelnemer uit seizoen 1, Onch, en professionele Paris Hilton-lookalike Natalie Reid zijn slechts een paar van de gasten die voorbij zullen komen in dit seizoen.
De serie is vanaf 17 januari in Nederland te zien op MTV. Uiteindelijk wint Stephen toch, ook al wordt hij geëlimineerd in episode 9.

## Britse versie
Een Britse versie, gemaakt in het Verenigd Koninkrijk, ging op 29 januari 2009 in première op IVT2 in Engeland. Deze serie, Paris Hilton's British Best Friend, speelt zich af in Londen waar twee mannen en twaalf vrouwen strijden om Paris' BBF ("British Best Friend") te worden.
Op 19 maart 2009 werd de finale uitgezonden waarin duidelijk werd dat Samuel Hextall Paris' BFF werd.

## Versie in deVerenigde Arabische Emiraten
Hilton werkt op het moment aan deze versie die zich afspeelt in Dubai. Ze zal daar uit een groep die half bestaat uit Dubaiërs en half uit buitenlanders die er wonen, een "DBF" kiezen (Dubaish Best Friend). Het filmen is juni 2009 begonnen en inmiddels beëindigd. Reem is de gelukkige geworden, nadat Amy,Dana en Dina afvielen..